# Baiyuerius
Baiyuerius là một chi nhện, phân bố chủ yếu ở phía nam Trung Quốc và Việt Nam.

## Phân loài
- Baiyuerius acroprocessus (Zhang, Zhu & Wang, 2017)
- Baiyuerius daxi (Zhao, B. Li & S. Li, 2023)
- Baiyuerius globasus (Wang, Peng & Kim, 1996)
- Baiyuerius pindong (Zhao, B. Li & S. Li, 2023)

- Baiyuerius rugosus (Wang, Peng & Kim, 1996)
- Baiyuerius shenzhen (Luo, Lu, Zhang & Wang, 2023)
- Baiyuerius tamdao (Zhao, Li & Li, 2023)
  - Draconarius rotulus (Liu, Li & Pham, 2010)
  - Baiyuerius rotulus (Liu, Li & Pham, 2010)
- Baiyuerius yuelu (Luo, Lu, Zhang & Wang, 2023)
- Baiyuerius zhuping (Zhao, B. Li & S. Li, 2023)
- Baiyuerius zuojiang (Zhao, B. Li & S. Li, 2023)